# Cherves-Richemont
Cherves-Richemont war eine Gemeinde im Westen Frankreichs mit 2.276 Einwohnern (Stand 1. Januar 2022) und gehörte zum Département Charente in der Region Nouvelle-Aquitaine. Sie besteht aus den drei bis zum Jahr 1972 eigenständigen Ortschaften Cherves, Orlut und Richemont. Die Bewohner werden Chervois und Chervoises genannt.
Der Erlass vom 25. September 2023 legte mit Wirkung zum 1. Januar 2024 die Eingliederung von Cherves-Richemont als Commune déléguée zusammen mit der früheren Gemeinde Saint-Sulpice-de-Cognac zur neuen Commune nouvelle Val-de-Cognac fest.

## Geografie
Cherves-Richemont liegt am westlichen Rand des Départements, etwa sechs Kilometer nordnordwestlich von Cognac in der historischen Provinz Angoumois.
Die ehemals eigenständigen Ortschaften liegen in einer Höhe von ca. 40 bis 60 Metern ü. d. M. in der Kulturlandschaft des westlichen Angoumois etwa 5–8 Kilometer (Fahrtstrecke) nordwestlich von Cognac. Das Gemeindegebiet wird vom Flüsschen Antenne durchflossen.
Umgeben wird Cherves-Richemont von den Nachbargemeinden und der Commune déléguée:
| Saint-Sulpice-de-Cognac (Commune déléguée) | Mesnac Mons (Charente-Maritime)             | Bréville                         |
|                                            | Kompassrose, die auf Nachbargemeinden zeigt | Sainte-Sévère Réparsac Nercillac |
| Louzac-Saint-André                         | Javrezac Cognac                             | Boutiers-Saint-Trojan            |

## Geschichte

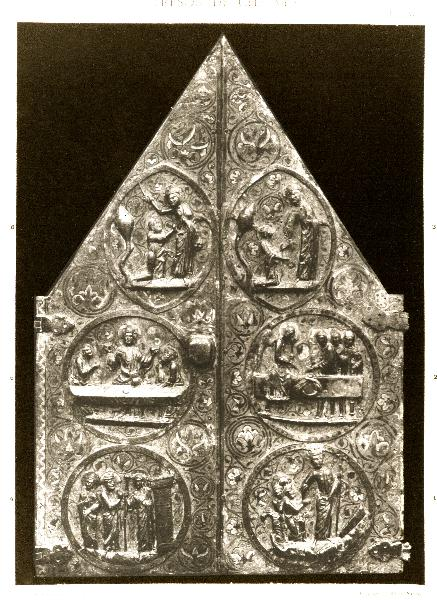
Silberner und teilweise emaillierter Tabernakel aus dem 'Kirchenschatz von Cherves'

Wie Funde aus Feuerstein beweisen, durchstreiften bereits in vorgeschichtlicher Zeit Neandertaler und andere Jäger- und Sammlerkulturen das Gebiet. Ein römischer Meilenstein weist darauf hin, dass die Via Agrippa, die von Bordeaux (Burtigala) über Saintes (Mediolanum) nach Clermont (Augustonemetum) führte, die Region durchquerte. Nach dem Untergang des Römischen Reiches zogen Westgoten, später dann die Wikinger/Normannen plündernd und mordend durch die Gegend.
Cherves wird erstmals in einer Urkunde des Jahres 852 als viguerie erwähnt. Das Gebiet gehörte zum Herzogtum Aquitanien, das nach der Scheidung der ersten Ehe der letzten Erbin Eleonore von Aquitanien mit Ludwig VII. durch die erneute Eheschließung mit Henry Plantagenet, dem Herzog der Normandie und Graf von Anjou und dessen Thronbesteigung (1154) an die englische Krone fiel. Unter seinem Sohn Richard Löwenherz hatte die Charente – nach mehreren Volksaufständen – erhebliche Verwüstungen zu erdulden, denen im Jahr 1179 auch die Burg von Richemont zum Opfer fiel. Die unruhigen und unsicheren Zeiten dauerten bis zum Jahre 1258 an, als die Charente unter Ludwig IX. vertraglich an die französische Krone fiel; im Hundertjährigen Krieg (1337–1453) wurden die Grenzen jedoch wieder in Frage gestellt. Der Schatz von Cherves besteht aus liturgischen Gegenständen einer wohlhabenden Pfarrei aus dem 13. Jahrhundert.
Franz I. nutzte Richemont als Verlängerung seines Jagdgebiets im Norden von Cognac; darüber hinaus ließ er große Sumpfflächen entwässern. Im Vorfeld der Hugenottenkriege (1562–1598) kam es zu Übergriffen der Protestanten – in dieser Zeit wurde wahrscheinlich auch der sogenannte Kirchenschatz von Cherves (trésor de Cherves) aus dem 13. Jahrhundert vergraben, der im Jahr 1896 wiederentdeckt wurde und heute größtenteils im Musée national du Moyen Âge in Paris aufbewahrt wird.
Nach der Französischen Revolution, die in vielen ländlichen Gebieten ohne größere Zerstörungen verlief, nahm die Nachfrage nach Wein und Weinprodukten (eau de vie) mehr und mehr zu. Der dadurch erreichte relative Wohlstand der Bevölkerung wurde jedoch durch die Reblauskrise in der zweiten Hälfte des 19. Jahrhunderts wieder in Frage gestellt.

## Bevölkerungsentwicklung
| Cherves-Richemont: Einwohnerzahlen von 1793 bis 2021                                                                       | Cherves-Richemont: Einwohnerzahlen von 1793 bis 2021 | Cherves-Richemont: Einwohnerzahlen von 1793 bis 2021 | Cherves-Richemont: Einwohnerzahlen von 1793 bis 2021 | Cherves-Richemont: Einwohnerzahlen von 1793 bis 2021 |
| --- | ---------------------------------------------------- | ---------------------------------------------------- | ---------------------------------------------------- | ---------------------------------------------------- |
| Jahr |                                                      |                                                      |                                                      | Einwohner                                            |
| 1793 | 1793                                                 |                                                      | 986                                                  | 986                                                  |
| 1800 | 1800                                                 |                                                      | 985                                                  | 985                                                  |
| 1806 | 1806                                                 |                                                      | 909                                                  | 909                                                  |
| 1821 | 1821                                                 |                                                      | 1.258                                                | 1.258                                                |
| 1831 | 1831                                                 |                                                      | 1.424                                                | 1.424                                                |
| 1841 | 1841                                                 |                                                      | 1.523                                                | 1.523                                                |
| 1846 | 1846                                                 |                                                      | 1.711                                                | 1.711                                                |
| 1851 | 1851                                                 |                                                      | 1.920                                                | 1.920                                                |
| 1856 | 1856                                                 |                                                      | 1.924                                                | 1.924                                                |
| 1861 | 1861                                                 |                                                      | 2.028                                                | 2.028                                                |
| 1866 | 1866                                                 |                                                      | 2.120                                                | 2.120                                                |
| 1872 | 1872                                                 |                                                      | 2.030                                                | 2.030                                                |
| 1876 | 1876                                                 |                                                      | 1.860                                                | 1.860                                                |
| 1881 | 1881                                                 |                                                      | 1.809                                                | 1.809                                                |
| 1886 | 1886                                                 |                                                      | 1.813                                                | 1.813                                                |
| 1891 | 1891                                                 |                                                      | 1.975                                                | 1.975                                                |
| 1896 | 1896                                                 |                                                      | 2.306                                                | 2.306                                                |
| 1901 | 1901                                                 |                                                      | 2.355                                                | 2.355                                                |
| 1906 | 1906                                                 |                                                      | 2.277                                                | 2.277                                                |
| 1911 | 1911                                                 |                                                      | 1.980                                                | 1.980                                                |
| 1921 | 1921                                                 |                                                      | 1.759                                                | 1.759                                                |
| 1926 | 1926                                                 |                                                      | 1.711                                                | 1.711                                                |
| 1931 | 1931                                                 |                                                      | 1.761                                                | 1.761                                                |
| 1936 | 1936                                                 |                                                      | 1.565                                                | 1.565                                                |
| 1946 | 1946                                                 |                                                      | 1.682                                                | 1.682                                                |
| 1954 | 1954                                                 |                                                      | 1.854                                                | 1.854                                                |
| 1962 | 1962                                                 |                                                      | 1.786                                                | 1.786                                                |
| 1968 | 1968                                                 |                                                      | 1.821                                                | 1.821                                                |
| 1975 | 1975                                                 |                                                      | 2.602                                                | 2.602                                                |
| 1982 | 1982                                                 |                                                      | 2.665                                                | 2.665                                                |
| 1990 | 1990                                                 |                                                      | 2.528                                                | 2.528                                                |
| 1999 | 1999                                                 |                                                      | 2.447                                                | 2.447                                                |
| 2006 | 2006                                                 |                                                      | 2.454                                                | 2.454                                                |
| 2015 | 2015                                                 |                                                      | 2.437                                                | 2.437                                                |
| 2021 | 2021                                                 |                                                      | 2.285                                                | 2.285                                                |
| Quelle(n): EHESS/Cassini bis 1999, INSEE ab 2006 Anmerkung(en): Ab 1962 offizielle Zahlen ohne Einwohner mit Zweitwohnsitz |                                                      |                                                      |                                                      |                                                      |

## Sehenswürdigkeiten
Im Gebiet von Cherves-Richemont existiert eine Vielzahl von denkmalgeschützten Bauwerken und anderen Sehenswürdigkeiten, von denen die meisten allerdings nur von bedingtem touristischen Interesse sind.
Cherves

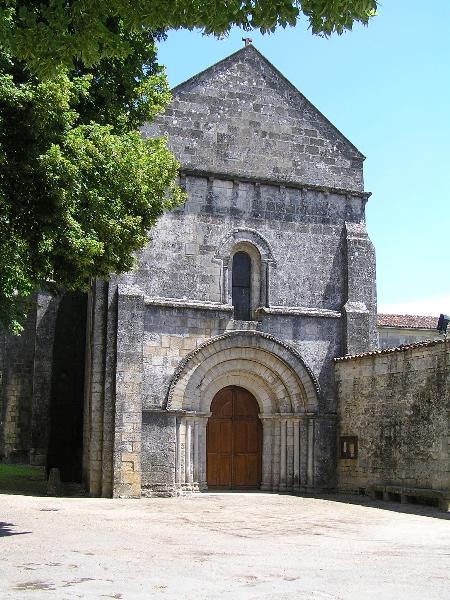
Cherves, Kirche Saint-Vivien

- Die einschiffige und von der Abtei Saint-Léger in Ebreuil abhängige Prioratskirche Saint-Vivien in Cherves stammt im Wesentlichen aus dem 12. Jahrhundert; sie beeindruckt durch ihre dreigeschossige – allerdings schmucklose – Westfassade mit einem schönen tympanonlosen Archivoltenportal. Die Apsis der Kirche ist entschieden reicher gegliedert: Halbsäulenvorlagen unterteilen das Halbrund in fünf Segmente, in welche alternierend Fenster und Blendfenster mit eingestellten Säulchen eingelassen sind. Der Unterbau des Turms auf der Nordseite und die sich nach Osten anschließende kleinere Apsis stammen wohl noch aus derselben Epoche. Im 15. Jahrhundert erhielt die Kirche einen Turmaufbau mit einem steinernen Spitzhelm und wurde durch einen schießschartenbewehrten Umgang in Höhe der Dachtraufe in eine Wehrkirche umgewandelt. Der Kirchenbau ist seit 1988 als Monument historique[6][7] klassifiziert.
- Auf einem Steinsockel des 15. Jahrhunderts auf der Nordseite der Kirche steht ein modernes schmiedeeisernes Kreuz; der Sockel ist seit 1932 als Monument historique[8] eingeschrieben.

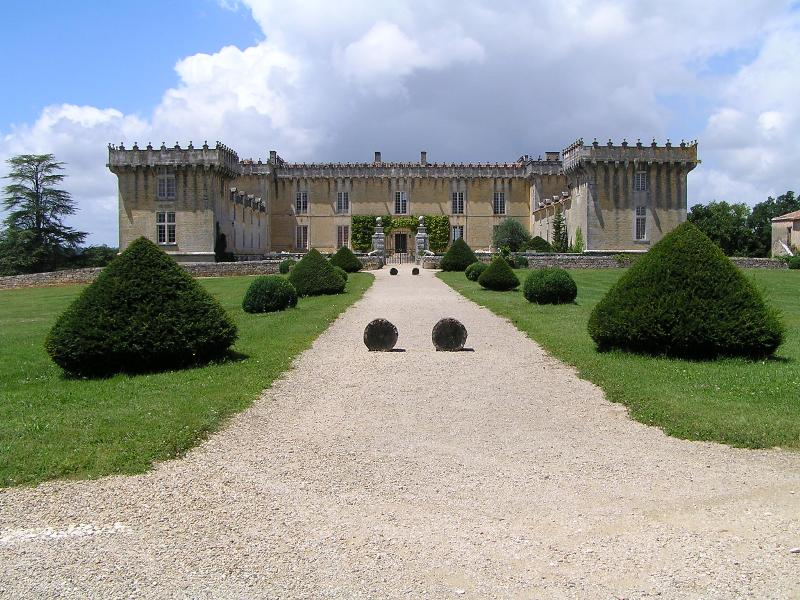
Château Chesnel

- Das Château Chesnel liegt etwa zwei Kilometer nordwestlich von Cherves. Das riesige Terrain wurde um 1530 von Jacques Chesnel, dem Gouverneur von Cognac erworben, doch erst ab dem Jahr 1610 begannen die Bauarbeiten am heutigen Schloss unter seinem Enkel Charles-Roch Chesnel. Die dreiflügelige Anlage mit ihrem zweigeschossigen Mitteltrakt und ihren deutlich niedrigeren, aber ebenfalls zweigeschossigen und mit Mansarddächern versehenen Seitenflügeln, die wiederum in höheren Eckbauten enden, hat mit ihren Rechteckfenstern (z. T. mit Fensterkreuz) und ihrem Verzicht auf Rundtürme ganz eindeutig Renaissancecharakter, doch überrascht der Bau durch eine umlaufende, leicht vorspringende Brüstung in Höhe der Traufe, die stark an mittelalterliche Maschikulis erinnert. Ungewöhnlich sind auch die flachen Dächer, für die es im Schlossbau der Zeit keinerlei Vorbilder gibt. Das Schloss befindet sich heute in Privatbesitz des Cognac-Hauses Roffignac, ist aber in den Sommermonaten (15. Juni bis 15. September) nach Voranmeldung zu besichtigen; es ist seit 1965 in Teilen als Monument historique[9] eingeschrieben (siehe auch: Taubenturm (Cherves-Richemont)).
- Etwa auf halbem Wege zwischen Cherves und Richemont liegt das Logis de Boussac, ein kleiner eingeschossiger Herrensitz aus der Zeit um 1800: Sehenswert sind der Treppenaufgang und eine Art Balustrade über dem Eingangsportal. Auch dieser Bau ist seit 1987 in Teilen als Monument historique[10] eingeschrieben.

Orlut
In Orlut existieren noch zwei Tore aus dem 18. Jahrhundert sowie ein Brunnen in Form einer Feldsteinhütte aus Trockenmauerwerk (cabane).
Richemont

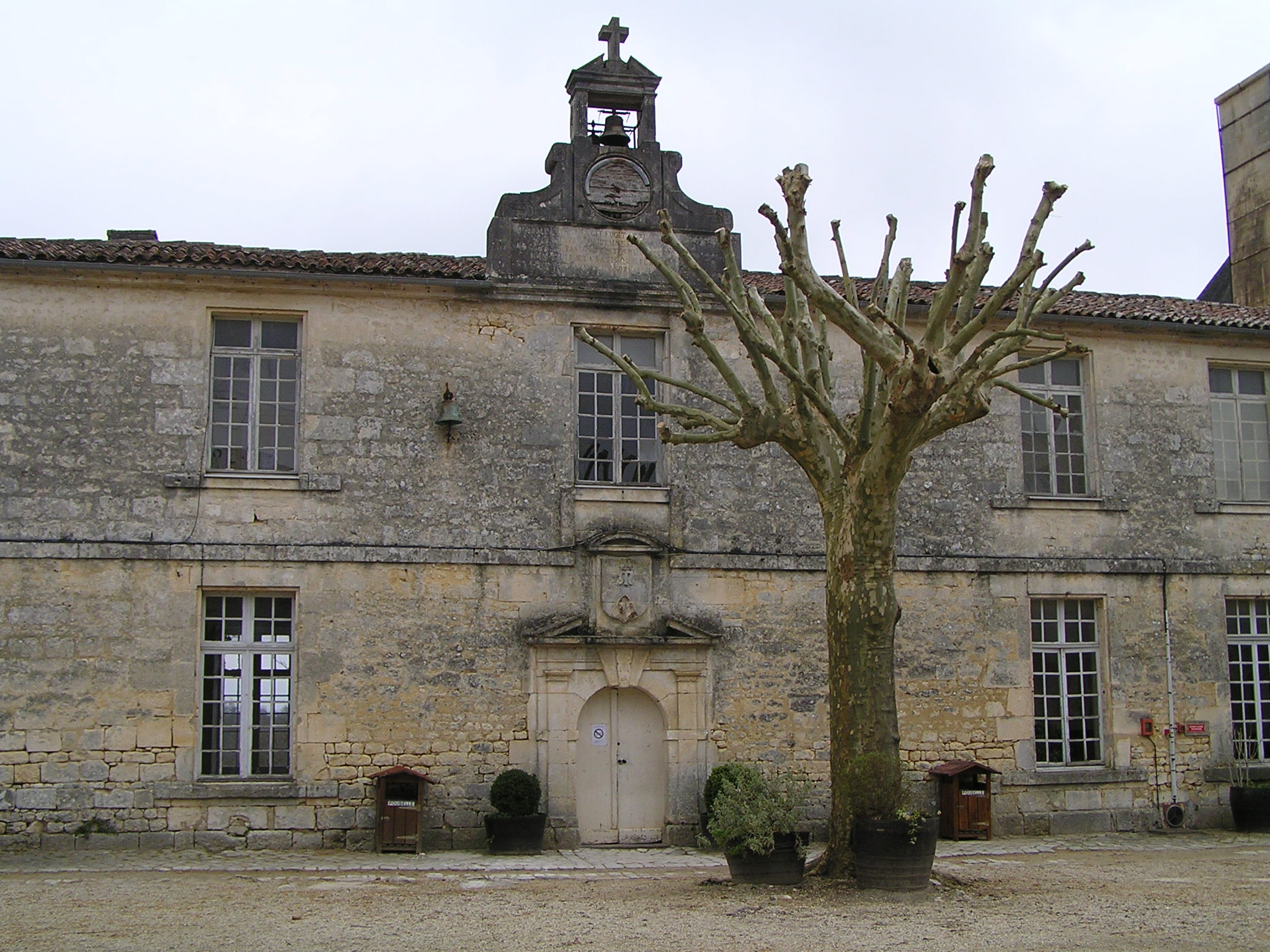
Schloss Richemont

- Vom ersten Schloss Richemont, das in der Zeit um das Jahr 1000 erbaut wurde, ist nach den Zerstörungen durch Richard Löwenherz (1179) nichts mehr erhalten. Der Neubau mit seinen runden Ecktürmen erfolgte kurze Zeit später, doch zu Beginn des 17. Jahrhunderts galt die Anlage als unbewohnbar und wurde abgerissen. Stattdessen wurde ein zweigeschossiger Neubau im Stil der Renaissance errichtet, der eher durch seine provinzielle Schlichtheit als durch architektonische Raffinesse beeindruckt. Über dem einfachen Eingangsportal findet sich ein steinerner Wappenschild. Der aufgesetzte einfache Glockengiebel mit Steinkreuz ist eine Hinzufügung des 19. Jahrhunderts, als der Gebäudekomplex zeitweise als Priesterseminar genutzt wurde. Das Gelände mit den Ruinen des ersten Schlosses ist seit 1937 ein als Baudenkmal klassifizierter Ort (französisch Site Classé) und ist im Inventaire général du patrimoine culturel[11] eingetragen. Das Schlossgebäude dient heute als Landwirtschaftsschule.
- Von der etwa 500 Meter südlich von Richemont in einem Waldstück gelegenen mittelalterlichen Kirche Saint-Georges hat sich nur die Krypta aus dem 10. Jahrhundert erhalten; die komplette Westfassade sowie wesentliche Teile des heutigen Kirchenbaus wurden in der Mitte des 19. Jahrhunderts grundlegend überarbeitet bzw. erneuert. Die Kreuzgratgewölbe der Krypta ruhen auf monolithischen Säulen und gemauerten Pfeilern. Die Kapitelle sind mit schönen vegetabilischen Motiven geschmückt; selbst die Kämpferplatten sind profiliert oder in anderer Weise verziert. Die Krypta ist seit 1907 als Monument historique[12] klassifiziert.

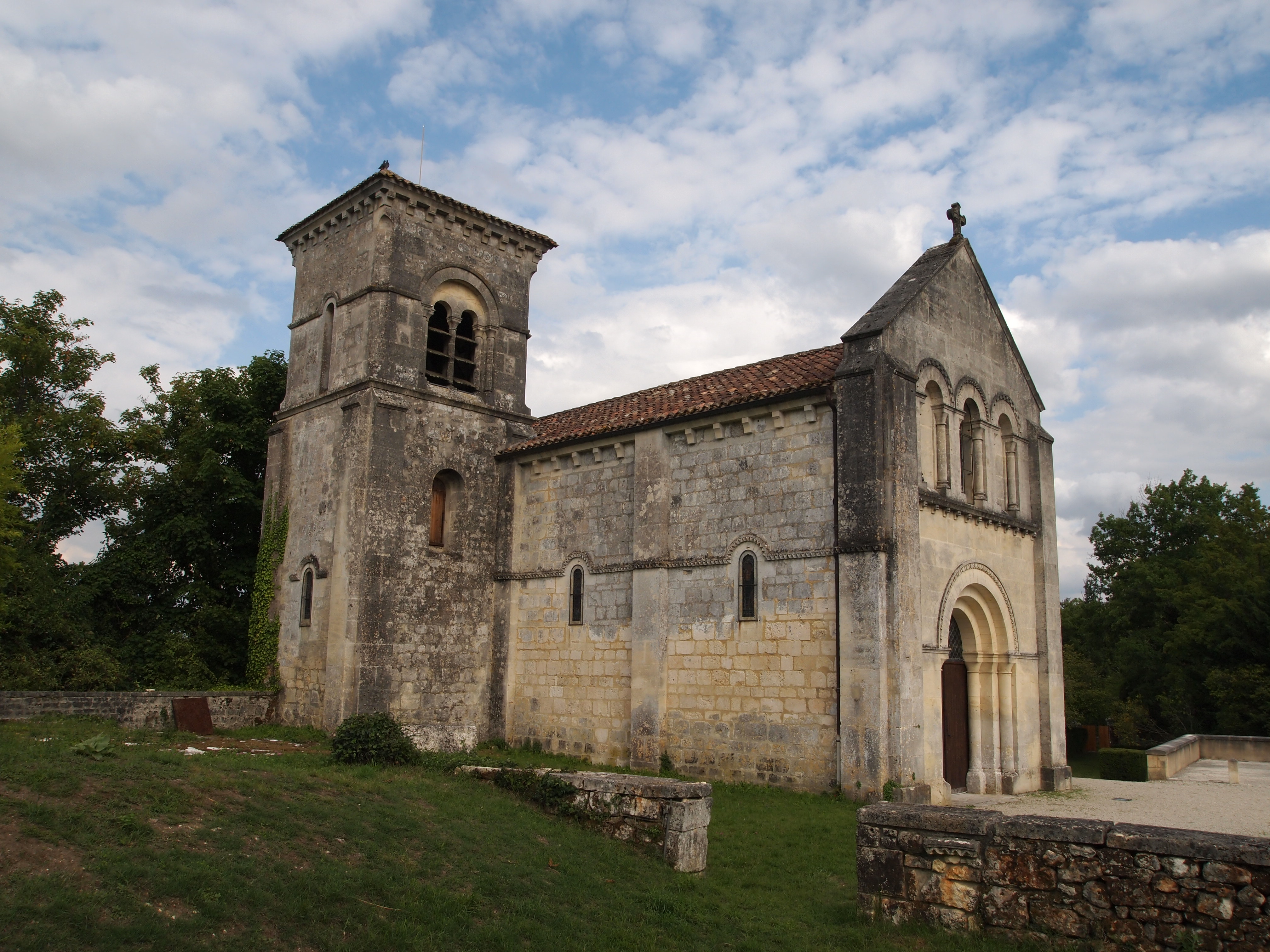
Kirche
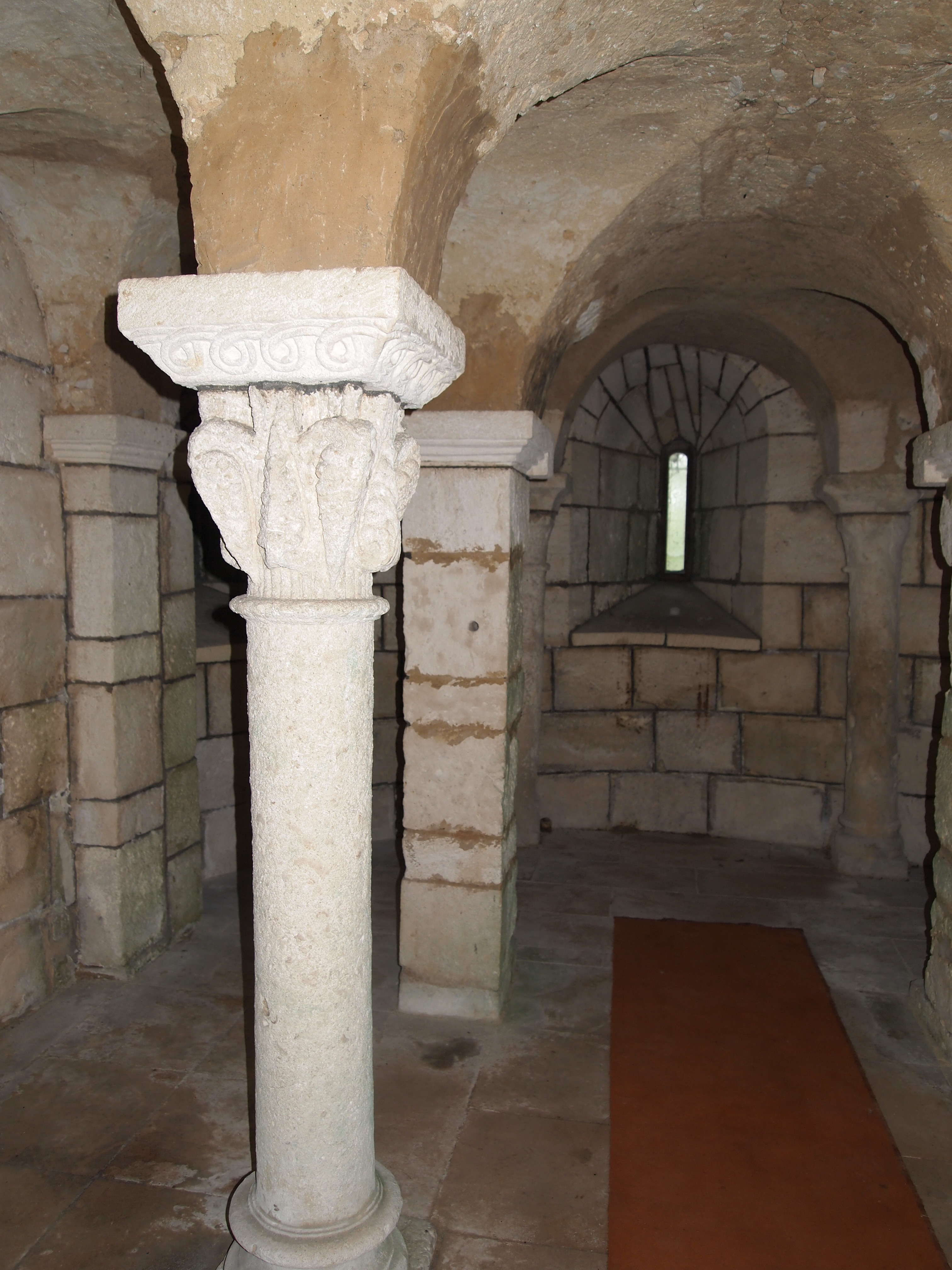
Krypta (−> Osten)
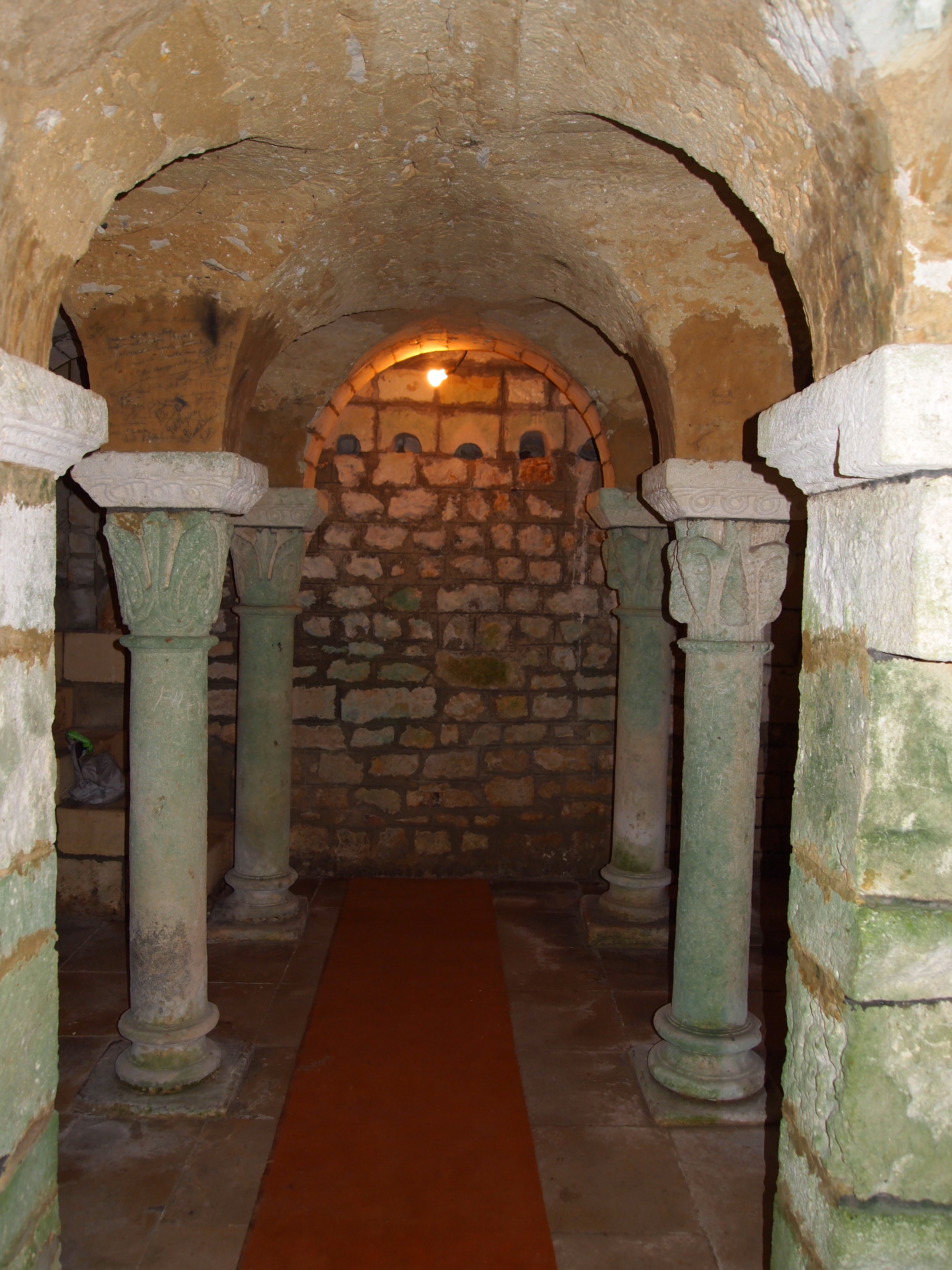
Krypta (−> Westen)
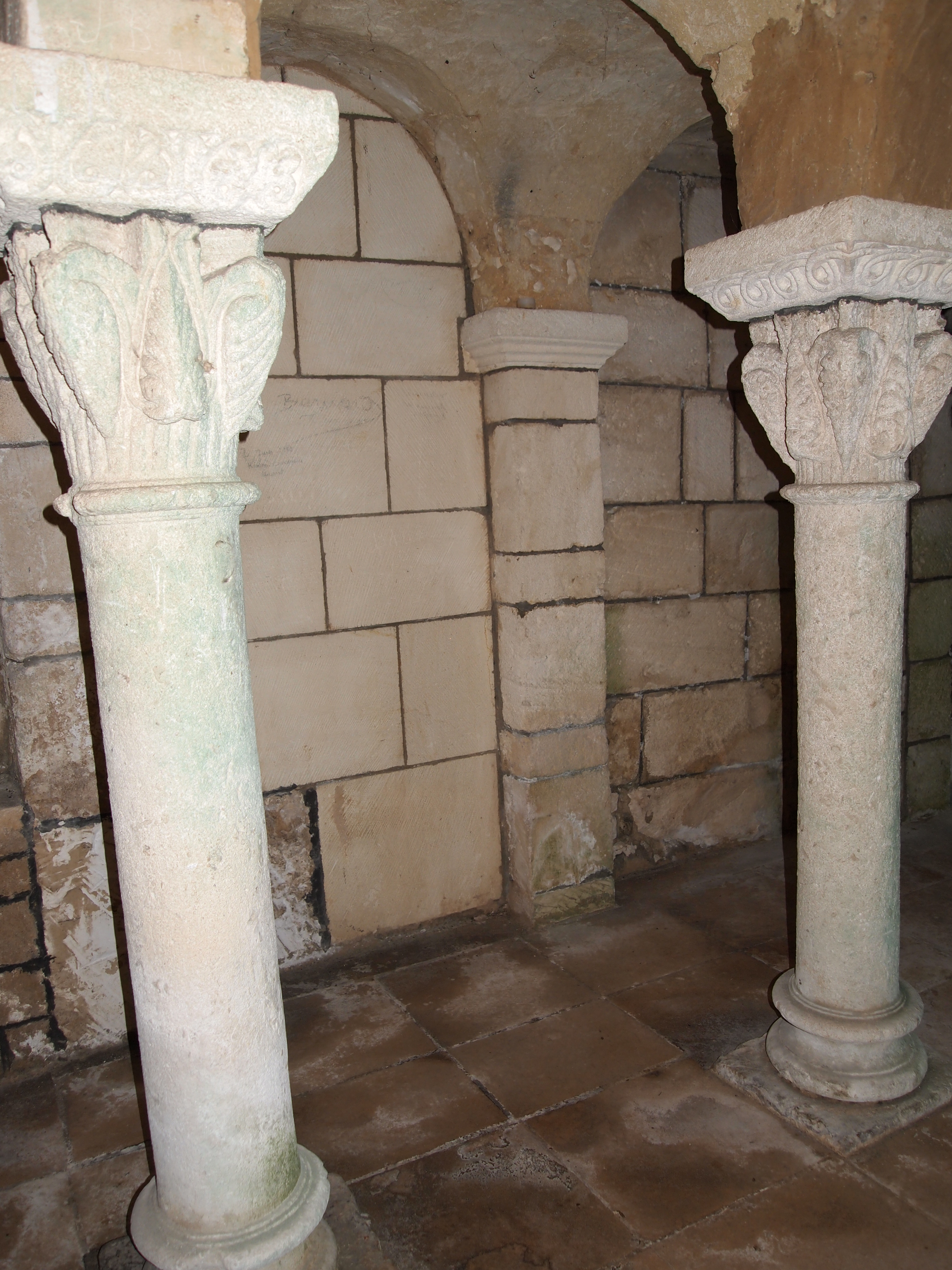
Krypta (−> Norden)

- Das Logis de Saint-Remy liegt etwa 1,5 Kilometer südwestlich von Richemont. Es stammt aus derselben Zeit wie das Château de Boussac und ist ebenfalls nur eingeschossig. Fassaden und Dächer sind seit 1979 als Monument historique[13] eingeschrieben.

## Wirtschaft
Im Mittelalter wurden in der Umgebung Getreide, Hanf und Safran angebaut; der Weinbau diente im Wesentlichen der Selbstversorgung der Bauern. Mit der zunehmenden Nachfrage nach Wein bzw. Cognac und der Einordnung der beiden Orte in das Gebiet der borderies spielt der Weinbau auf einer Anbaufläche von etwa 1000 Hektar heute die wirtschaftlich dominierende Rolle. Etwa 750 Hektar sind bewaldet; auf den übrigen Flächen werden Getreide (Weizen, Mais) und Viehfutter angebaut.
Die Gewinnung von Gips war und ist ein wichtiger Industriezweig in der Gemeinde. Die Gipsprodukte wurden 1904–1942 mit den fünf Dampflokomotiven der Tramway d’Usine à Plâtres de Champblanc nach Cognac transportiert.

## Partnergemeinde
Die Gemeinde unterhält seit 1993 eine Partnerschaft mit der Gemeinde Moral de Calatrava (Spanien).